# Waschsalon im Karl-Marx-Hof

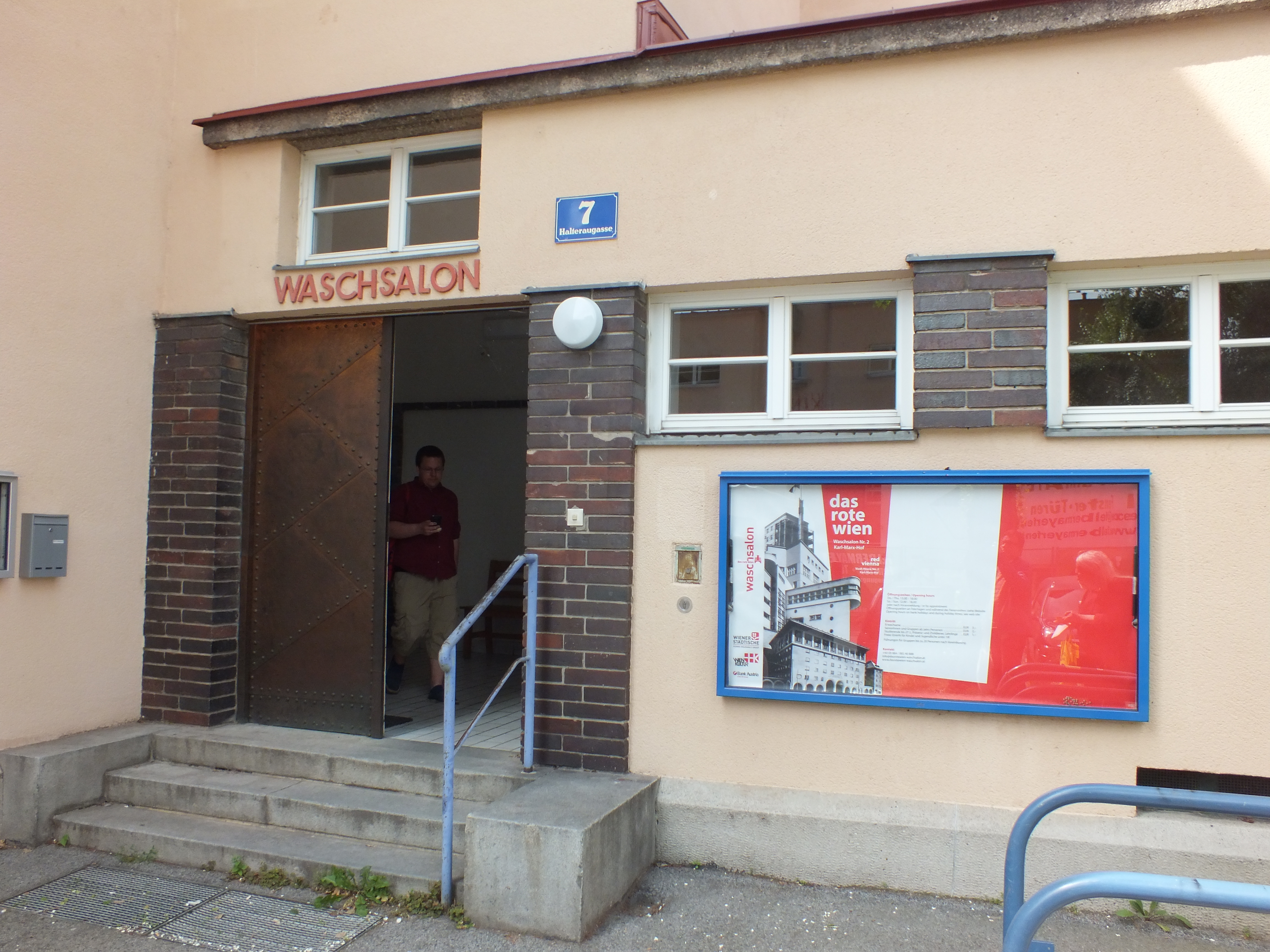
Eingangsbereich zur Dauerausstellung im Waschsalon

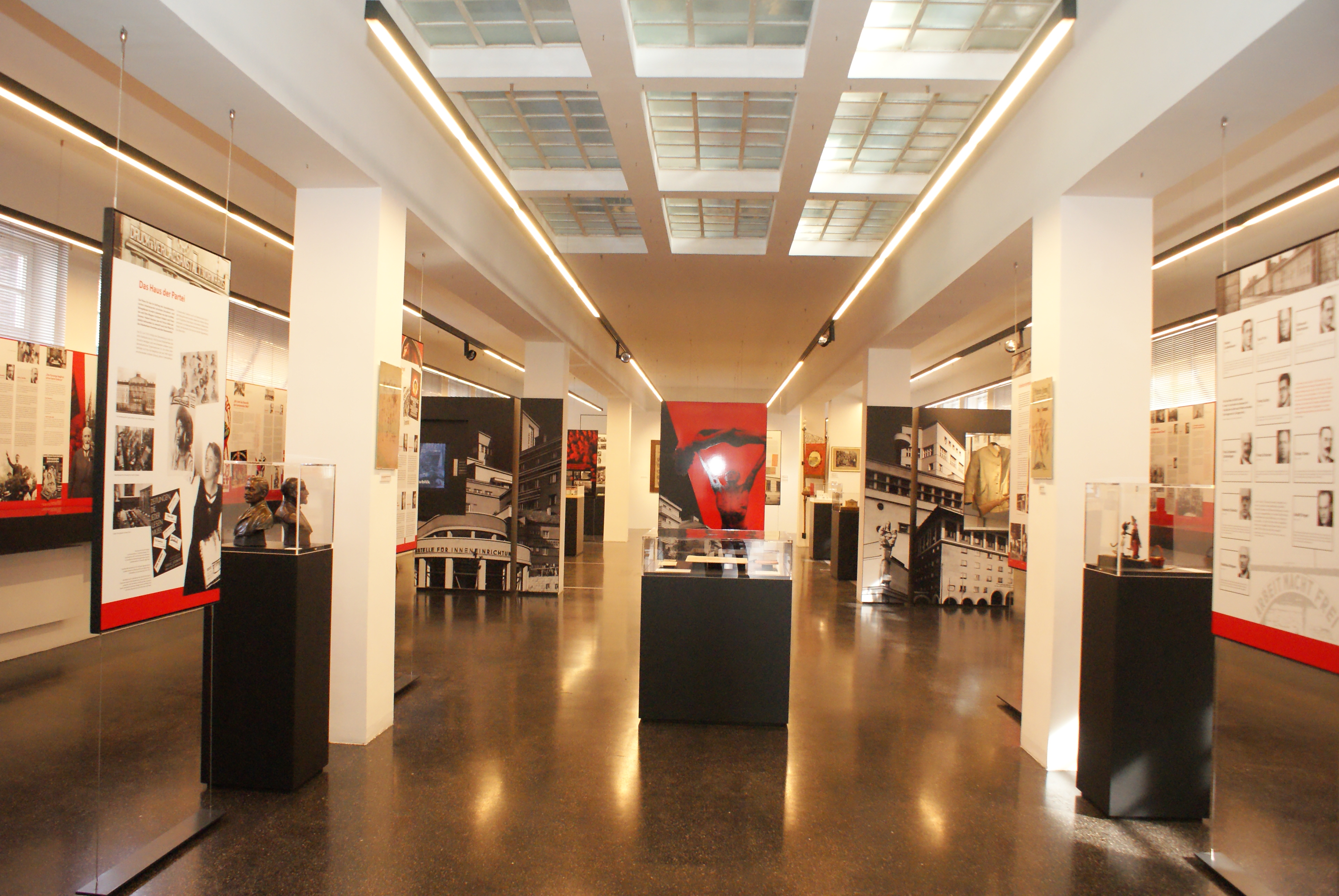
Die Dauerausstellung im Waschsalon

Das Rote Wien im Waschsalon Karl-Marx-Hof ist eine seit 1. Mai 2010 bestehende Dauerausstellung zum Thema Rotes Wien (d. i. zum sozialdemokratisch verwalteten Wien der Jahre 1919 bis 1934) im Karl-Marx-Hof, dem im 19. Bezirk errichteten bekanntesten Gemeindebau Wiens aus dieser Zeit.

## Ausstellung
Die Ausstellung erfasst den Zeitraum von 1919 bis 1934. Nach dem Zerfall der Habsburgermonarchie und den ersten freien Gemeinderatswahlen am 4. Mai 1919 bekommt Wien als erste Millionenstadt der Welt eine sozialdemokratische geführte Verwaltung, die in der Zeit von 1919 bis zur Zerschlagung der Demokratie im Februar 1934 ein international beachtetes Aufbauwerk schafft. Das „Rote Wien“ ist ein einzigartiges gesellschaftspolitisches Experiment, das sämtliche Lebensbereiche des Menschen erfasst und reformiert – von der Sozial- und Gesundheitspolitik über das Bildungswesen bis zum Wohnbau.
Die Ausstellung umfasst vier Bereiche:
- Der erste Raum gibt einen Überblick über die Geschichte des Roten Wien, also über die Zeitspanne zwischen den ersten freien Gemeinderatswahlen im Mai 1919 und der Zerschlagung der Demokratie im Februar 1934.
- Der zweite Bereich widmet sich dem Thema Kommunaler Wohnbau.
- Im dritten Bereich werden wichtige Vereine aus dem Umfeld der Sozialdemokratischen Arbeiterpartei vorgestellt.
- Der im Dachgeschoß gelegene vierte Ausstellungsbereich behandelt die Fest- und Feierkultur der Wiener Arbeiterbewegung.[2]

Die Ausstellung findet in Wien 19., Halteraugasse 7, im Waschsalon Nr. 2 statt, einer der beiden ehemaligen Gemeinschaftswaschküchen der großen, 1927 bis 1933 entstandenen städtischen Wohnhausanlage. An der Abzweigung der Gasse von der Heiligenstädter Straße befindet sich eine Haltestelle der Straßenbahnlinie D.
Die Ausstellung wurde vom Verein Sammlung Rotes Wien eingerichtet und gemeinsam von Lilli Bauer und Werner T. Bauer kuratiert.

## Literatur

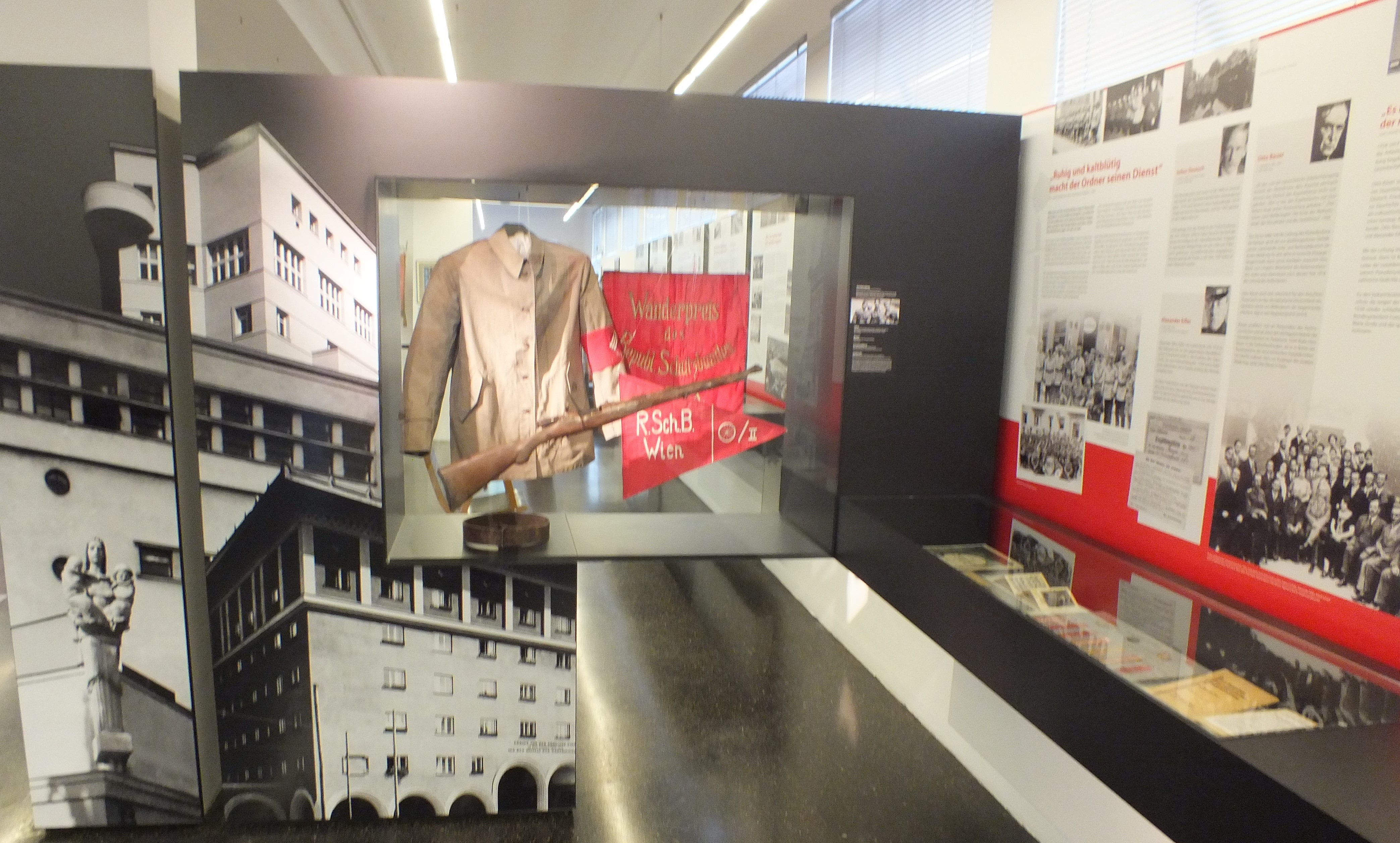
Dauerausstellung im Waschsalon (2014): Republikanischer Schutzbund Wien